# Serra Nevada (estação de esqui)
Sierra Nevada (ou Serra Nevada em português) é uma estância de esqui e de snowboard situada na serra do mesmo nome em Espanha, na comunidade autónoma da Andaluzia, na Cordilheira Penibética, onde fica o ponto mais alto da Península Ibérica, o pico de Mulhacén com quase 3500 metros.
O acesso à estância faz-se por Pradollano, a cerca de 30 minutos da cidade de Granada. A zona esquiável estende-se dos 3300 metros de altitude na parte mais alta até aos 2100 metros de altitude na parte mais baixa, junto a Pradollano. São cerca de 84 km de pistas que se dividem pelas por 86 pistas de variados níveis de dificuldade. É também conhecida pelo seu Aprés Ski, tendo uma série de lojas, bares e restaurantes que fazem desta estância uma das mais apetecidas de toda a Espanha.
Durante o Inverno é palco de diversas competições mundiais dos desportos de Inverno.